# Zirnitra
Zirnitra var en dragegud i vendisk mytologi. Zirnitra betyder "troldomskraft" eller "troldomskyndig". Venderne bar Zirnitra på deres våben og som banner. Den vendiske drage kendes da også fra det gamle danske rigsvåben. Man håbede at det bragte fjenden fordærvelse, ødelæggelse og undergang. Zirnitras opspærrede gab havde to rader tænder.